# 記田町
記田町（きだちょう）は、兵庫県神戸市灘区の町名。現行行政地名は記田町一丁目から記田町五丁目。郵便番号は657-0034。（地図 - Google マップ）

## 地理
住宅地。国道2号沿いは4,5階建てのビルが多い。戦後に家が建ち始めた。東は石屋川を挟み東灘区御影石町、南は東灘区御影塚町、西は高羽川を挟み友田町、北は国道2号を挟み徳井町。東から順に一～五丁目がある。

### 地価
住宅地の地価は、2014年（平成26年）1月1日の公示地価によれば、記田町3-1-29の地点で23万円/m2となっている。

## 歴史
明治初期の字限図では現在記田公園になっているところは徳井村字前田、記田は「シル田」と帰されており、『神戸の町名 改訂版』ではこれを泥の深いジル田の事であるとしている。また、明治8年の改組の際に、これを嫌って「記田」と充てた際に「キダ」に呼び換えたらしいとしている。
その他の小字に西ノ上、馬場先、四ノ坪、五ノ坪があり、四ノ坪・五ノ坪は条里制の名残だろうとされる。明治8年の改組の際同時に字平田を南北に分割して南半分を前田とし、北半分はカシ田・本カリ屋とともに下小田中（しもこだなか）となり、昭和11年に記田と前田で記田町となった。
一方『灘区の町名』では「北が気田あるいは喜田、記田と表記されてきたか、ケタ（ガケの上）の転化したものだろう」と言われている。

### 沿革
- 1936年（昭和11年）、徳井字前田・記田から成立した。
- 1967年（昭和42年）、徳井町一～五丁目と桜口町一～五丁目の各一部を編入。

## 人口統計
- 令和2年国勢調査（2020年10月1日）における世帯数1,001、人口2,238、うち男性1,049人、女性1,189人[5]。
- 平成17年国勢調査（2005年10月1日現在）における世帯数791、人口1,868、うち男性940人、女性928人[6]。
- 昭和63年（1988年）の世帯数607・人口1,657[1]